# فردریک میدزو
فردریک میدزو (انگلیسی: Fredrik Midtsjø؛ زادهٔ ۱۱ اوت ۱۹۹۳) بازیکن فوتبال اهل نروژ است.
از باشگاه‌هایی که در آن بازی کرده‌است می‌توان به باشگاه فوتبال گالاتاسرای و باشگاه فوتبال روزنبورگ اشاره کرد.
وی همچنین در تیم ملی فوتبال نروژ بازی کرده‌است.